# Diospyros hainanensis
Diospyros hainanensis är en tvåhjärtbladig växtart som beskrevs av Elmer Drew Merrill. Diospyros hainanensis ingår i släktet Diospyros och familjen Ebenaceae. Inga underarter finns listade i Catalogue of Life.